# Union Network International-Europa
Union Network International-Europa (UNI-Europa) est la branche européenne d'Union Network International. Elle est affilée à la Confédération européenne des syndicats.
UNI-Europa compte 330 syndicats affiliés dans 52 pays représentant 7 millions de travailleurs syndiqués.
À la suite de sa troisième conférence tenue à Toulouse du 3 au 5 octobre 2011, Frank Bsirske (président de Ver.di) en a été élu président et Oliver Roethig est son secrétaire régional en exercice.
Le siège d'UNI-Europa est basé à Bruxelles.